# Dagpo Dratsang
Pour les articles homonymes, voir Dagpo (homonymie).
Le monastère de Dagpo Dratsang དྭགས་པོ་གྲྭ་ཚང་  ou Dagpo Shédroup Ling དྭགས་པོ་བཤད་སྒྲུབ་གླིང་དགོན་པ est un monastère de l'école gelugpa du bouddhisme tibétain fondé en 1473 et situé dans le Dakpo au Tibet, dans l'actuel district de Gyatsa de la région autonome du Tibet en Chine et reconstitué en Inde à Kaïs dans la vallée de Kullu.                 

## Histoire
Le monastère fut fondé en 1473 par Djé Lodreu Ténpa Lodrö Tenpa (en) (1402-1478) et comptait alors 8 moines. Au XVIIIe siècle, ils étaient 330, et en 1959, 700.
Il est entouré de montagnes. En arrière, au nord, s'élève le massif du « mont des Trois Protecteurs », comportant en son centre le mont le plus haut dit d'Avalokiteshvara, entouré des monts de Vajrapani et de Manjoushri, sur le flanc droit duquel débouche le Brahmapoutre qui s'écoule vers l'est. En avant, se dresse le mont Daridoumpo où plusieurs maîtres tibétains visualisèrent le palais d'Hérouka.
Le monastère, situé au milieu de la plaine était entouré d'une enceinte de pierres blanches. En son centre, le temple principal comportait une statue colossale de Bouddha, en or et en cuivre. Des cellules monastiques entouraient le temple, au devant duquel se trouvaient les tcheuras, haute et basse, des esplanades scolastiques pour les débats dialectiques, et le « tas de pierre de Djampèl » (Djampèl Lhundroup, prédécesseur de Dagpo Rinpoché).
En 1959, le monastère a été ostracisé et gravement détruit.
En 1987, lors du voyage au Tibet de Dagpo Rinpoché accompagné de Thoupten Phuntshog, il ne trouva qu'une quarantaine de jeunes moines. sur les 700 anciens moines, il n'en retrouva qu'une soixantaine, ayant renoncé à leurs vœux monastiques, vêtus de haillons, édentés, parfois mutilés par la torture. Sur la vaste esplanade scolastique avait été construit récemment un petit temple. Les ermitages et propriétés entourant le collège avaient été rasés. Des bâtiments furent construits sur les fondations des cellules de moines pour loger des fonctionnaires chinois. Les statues en or et en argent avait été envoyées en Chine continentale. La plupart des anciens moines étaient devenus agriculteurs ou nomades, et avaient rendu leurs vœux pour ne pas les enfreindre en prison. Un érudit, Tsultrim, préféra se suicider.

## Reconstitution en Inde
En 1979, les moines de Dagpo Datsang qui s'exilèrent en Inde rejoignirent un monastère à Bomdila, au nord-est de l’Inde. En 1981, le gouvernement tibétain en exil et le dalaï-lama mit à leur disposition un autre monastère dans le camp de réfugiés de Mainpat (en), encore utilisé quelques mois par an par les moines pour offrir leurs services religieux aux réfugiés du camp.
Du fait de l’isolement et de la malaria, ils recherchèrent à partir de 1996 un lieu pour construire un nouveau monastère, qui fut construit à Kaïs dans la vallée de Kullu et consacré le 11 mai 2005 par le dalaï-lama. Près de 140 moines y étudient et 100 jeunes enfants fréquentent l’école construite sur le même terrain.

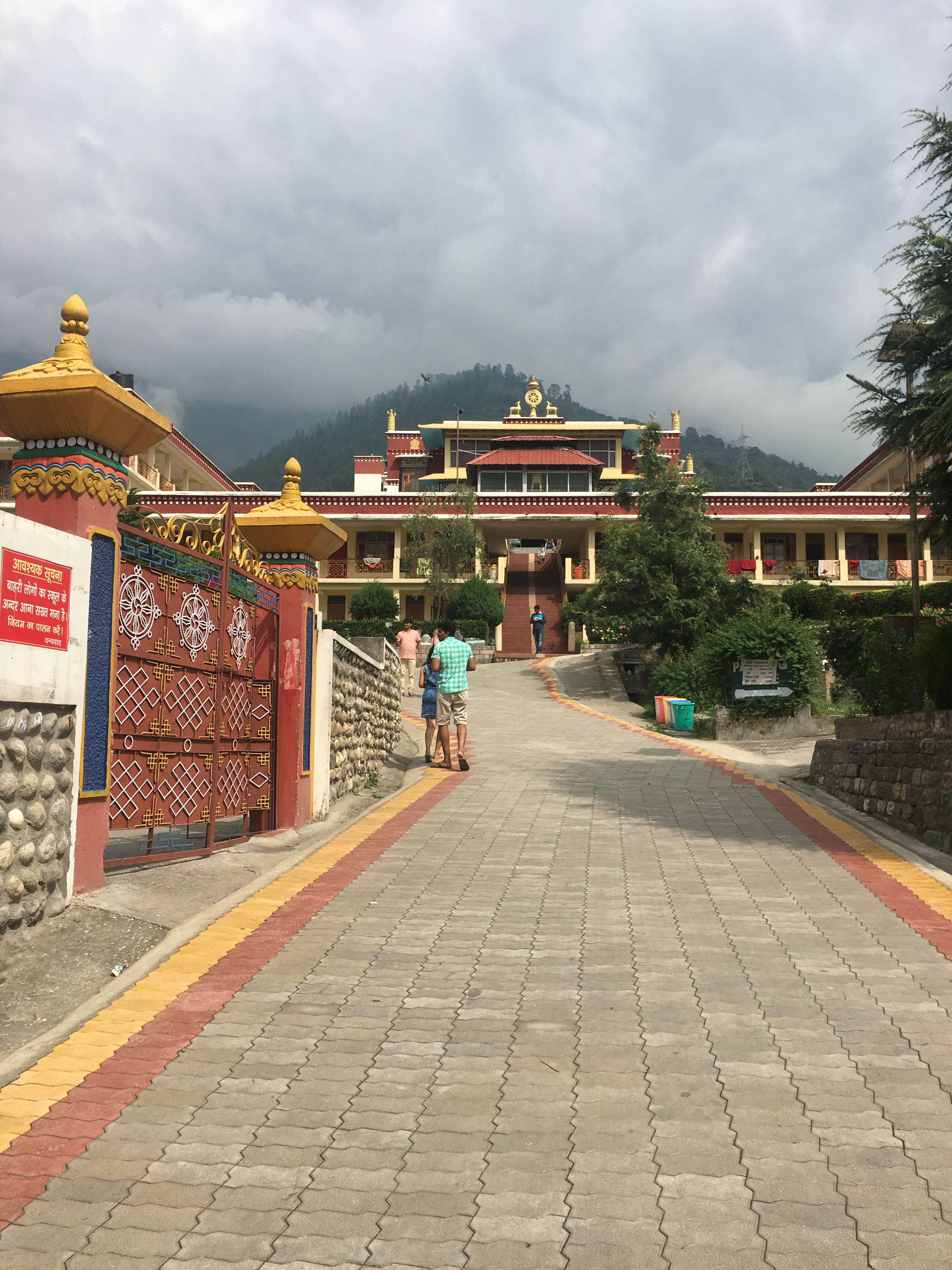
l'entrée du monastère
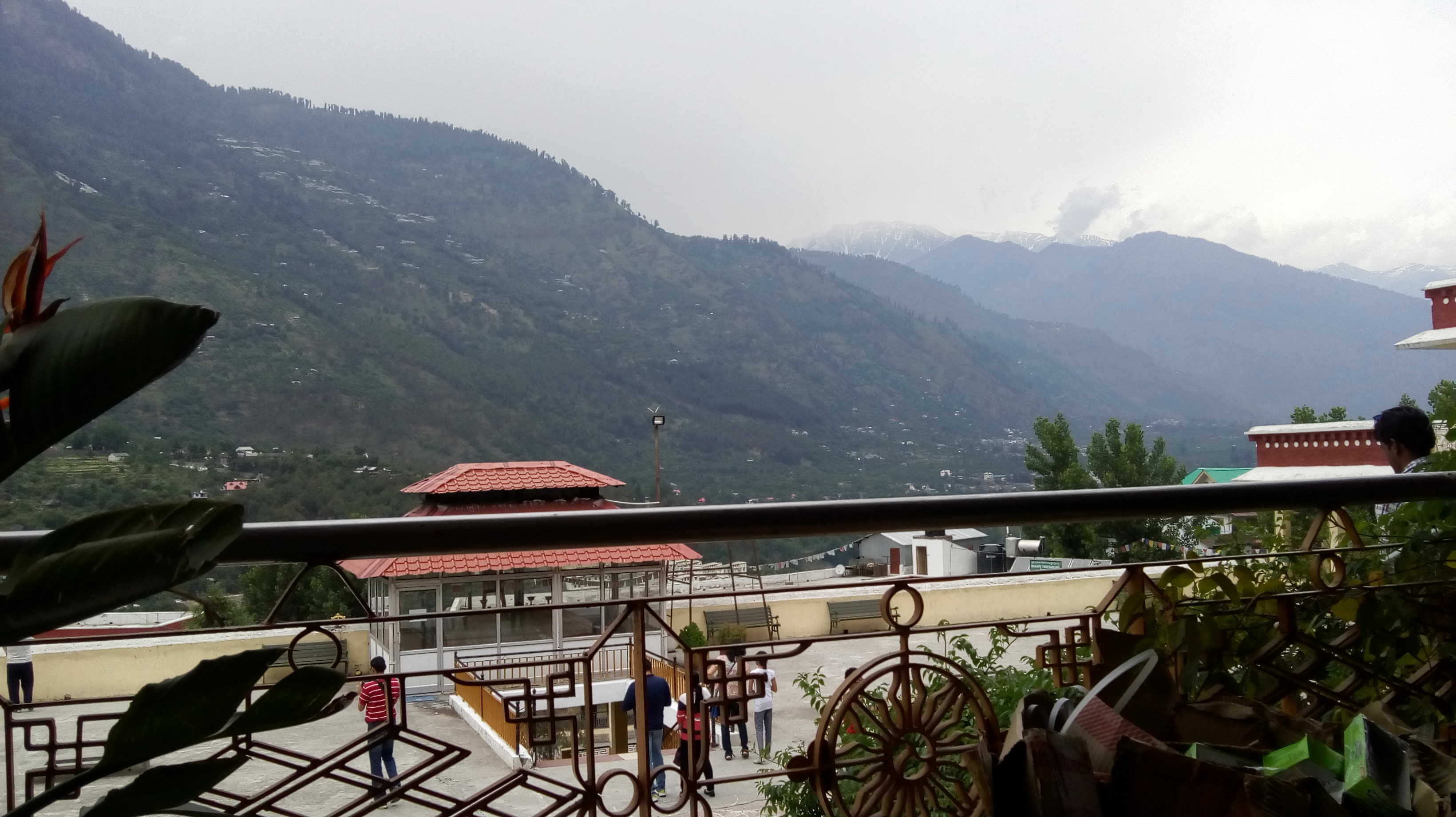
Vue sur la vallée depuis le monastère
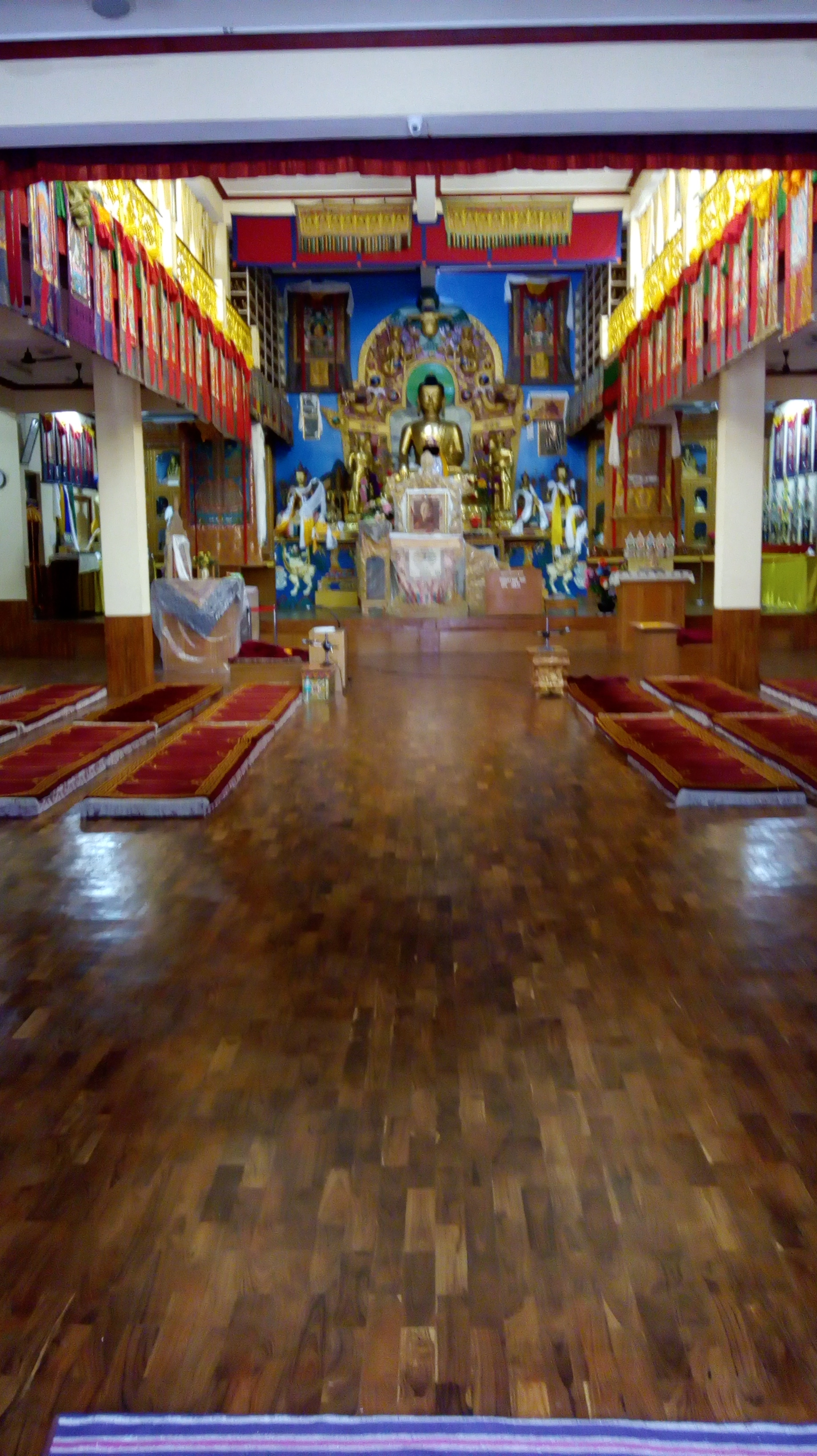
le temple principal
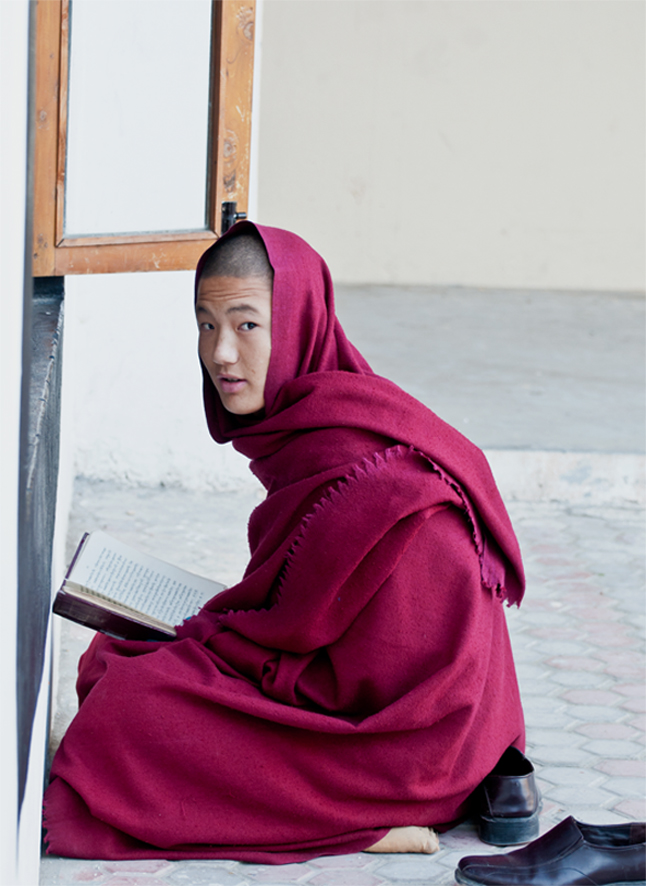
Moine au monastère de Dagpo Datsang à Kais dans la vallée de Kullu.
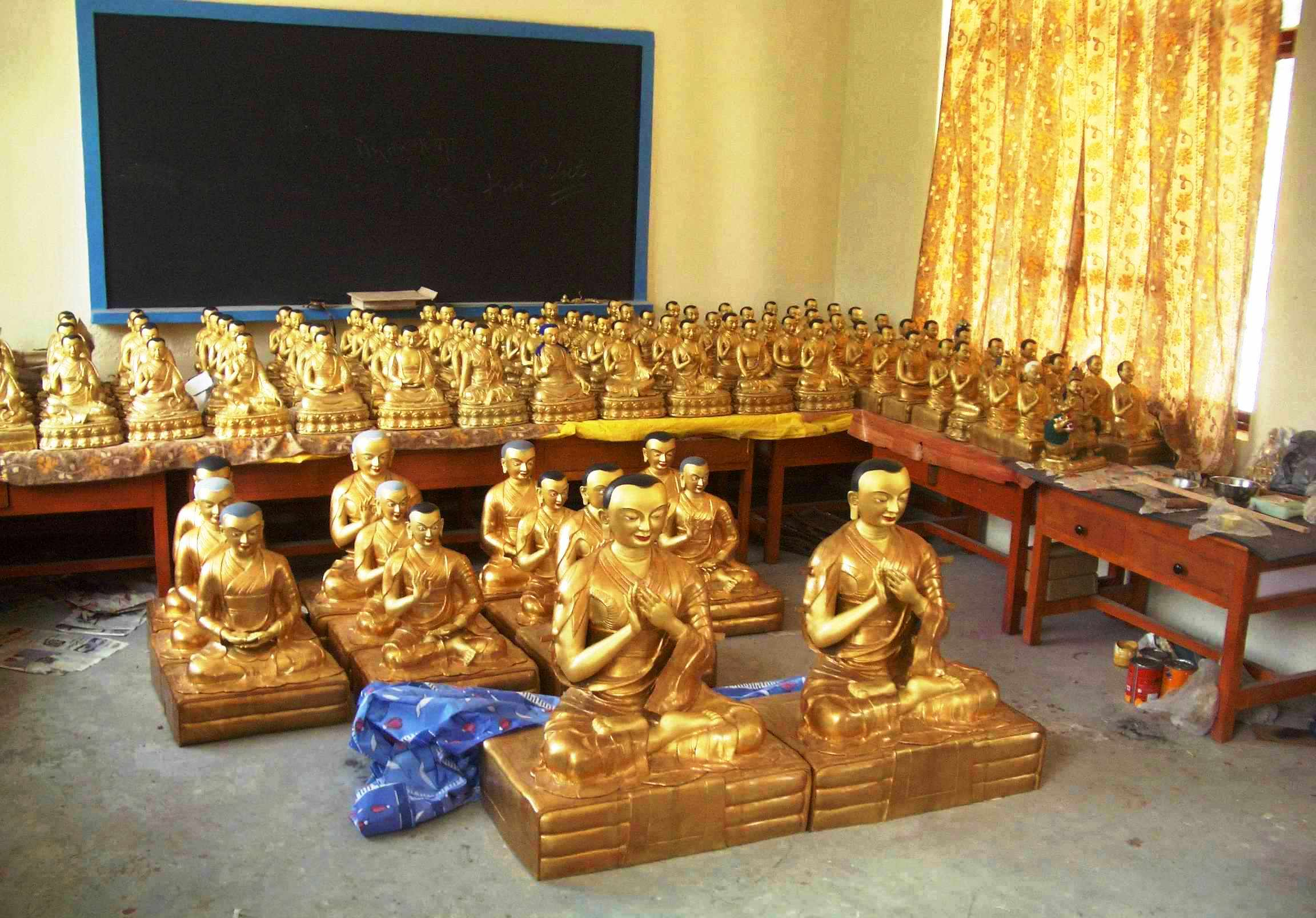
Statues pour le lamrim lhakhang
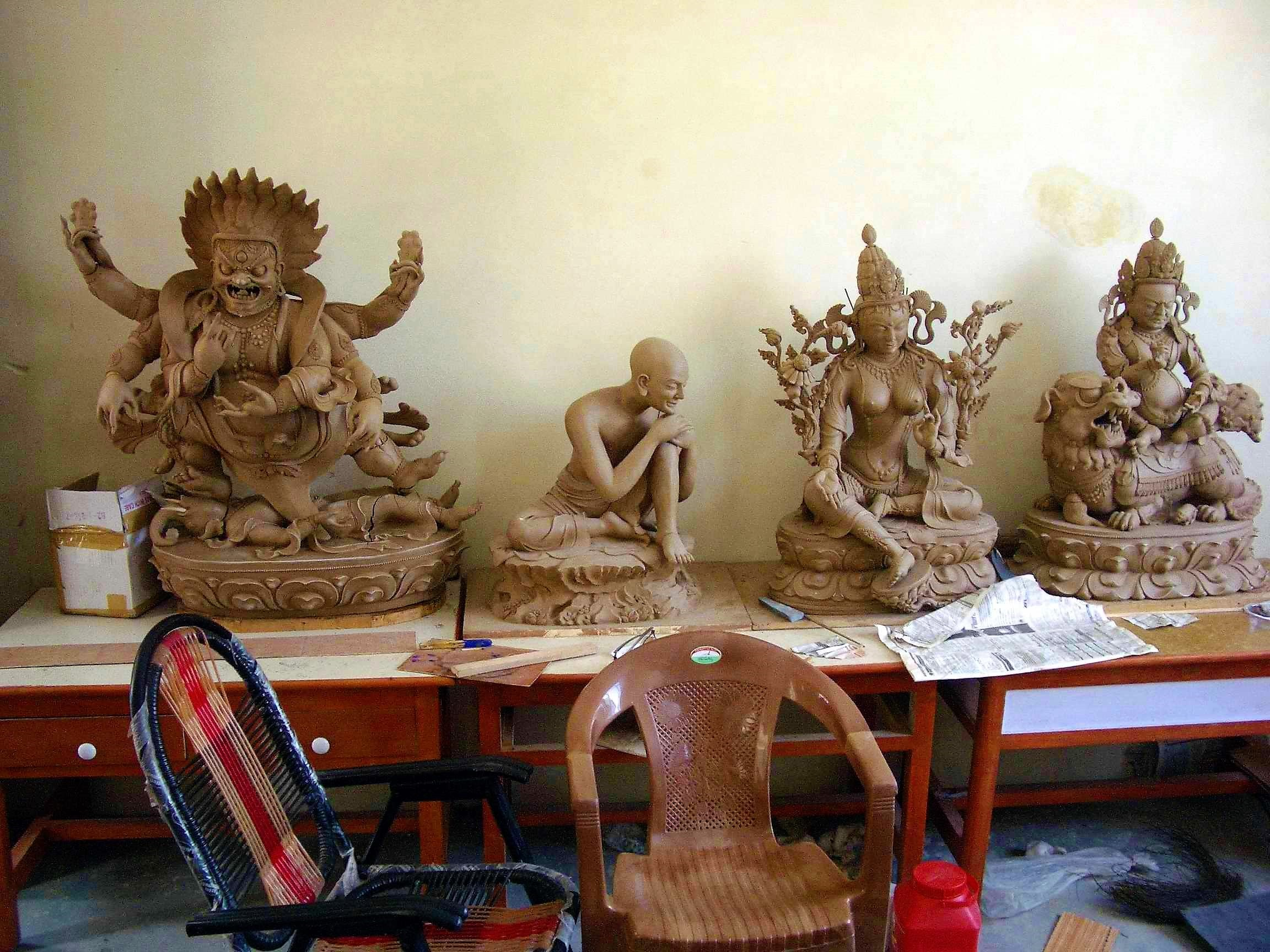
préparation des statues en juillet 2004